# Mireia Oriol
Pour les articles homonymes, voir Oriol et Farrés.
Oriol  Farrés est un nom espagnol. Le premier nom de famille, en général paternel, est Oriol ; le second, en général maternel, souvent omis, est Farrés.
Mireia Oriol Farrés, née à Argentona, dans la province de Barcelone, le 14 mai 1996, est une actrice de cinéma et de télévision et comédienne de théâtre espagnole.

## Biographie
Mireia Oriol commence sa carrière très jeune, à l'âge de seize ans, en tant que mannequin, notamment à Paris. Elle prend des cours de théâtre à Londres pendant deux ans, puis revient en Catalogne où elle étudie le cinéma à l'Université Pompeu-Fabra de Barcelone.
En 2009, elle joue dans son premier long-métrage, E.S.O. Entidad Sobrenatural Oculta. Elle acquiert une certaine notoriété à partir de 2018. Cette année-là, elle fait partie du casting du film El Pacto, aux côtés de Belén Rueda. Elle débute également à la télévision dans la série de TV3 Com si fos ahir (en français : Comme si c'était hier), dans le rôle d'Estrella. Elle poursuit sa carrière de comédienne de télévision avec les séries Les Filles du rink (en catalan  : Les de l'hoquei, TV3, 2019-2020), Alma (Netflix, 2022) et La mirada de la Fiona (en français : Le regard de Fiona, 2023).
Sa présence est remarquée sur le tapis rouge du Festival de Cannes 2022.
En 2024, elle interprète son premier grand rôle dramatique, celui de la femme politique Nevenka Fernández dans L'Affaire Nevenka, film de la cinéaste Icíar Bollaín. Le film est présenté en compétition officielle au 72e Festival international du film de Saint-Sébastien.

## Filmographie

### Courts-métrages
- 2015: Lina, de Nür Casadevall
  - Waste, d'Alejo Levis et de Laura Sisteró
- 2016: Amo, d'Àlex Gargot
- 2017 : Sol creixent, de Guillem Manzanares
  - Sans moi, je n'existe pas, de Rubén Suárez

### Longs-métrages
- 2009 : E.S.O. Entitat Sobrenatural Oculta
- 2018 : El pacto, de David Victori
- 2019 : Tocats pel foc, de Santiago Lapeira
- 2024 : L'Affaire Nevenka, d'Icíar Bollaín

## Télévision
- 2018 : Com si fos ahir : Estrella
- 2019 : Les Filles du rink : Lorena Sánchez[10]
- 2022 : Alma : Alma
- 2023 : La mirada de la Fiona : Fiona

## Théâtre
- 2018 : Be my baby, d'Oriol Vila